# Remiarctus bertholdii
Remiarctus bertholdii is een tienpotigensoort uit de familie van de Scyllaridae. De wetenschappelijke naam van de soort is voor het eerst geldig gepubliceerd in 1875 door Paulson.